# John Lennon Anthology
John Lennon Anthology es un box set (caja recopiladora) de grabaciones caseras, canciones descartadas y material inédito grabado por John Lennon durante el curso de su carrera musical en solitario desde "Give Peace a Chance", en 1969, hasta las sesiones de grabación de los álbumes Double Fantasy y Milk and Honey en 1980.
La antología fue dividida por Yoko Ono en cuatro discos que representan las cuatro etapas en la carrera musical de Lennon: "Ascot", "New York City", "The Lost Weekend" y "Dakota".
John Lennon Anthology alcanzó el puesto #62 en las listas de éxitos británicas y el #99 en el Billboard, donde fue certificado como disco de oro.

## Lista de canciones
Todas las canciones compuestas por John Lennon excepto donde se anota.

### Disco 1: Ascot
1. "Working Class Hero" - 4:20
2. "God" - 3:33
3. "I Found Out" - 3:47
4. "Hold On" - 0:43
5. "Isolation" - 3:46
6. "Love" - 2:43
7. "Mother" - 3:49
8. "Remember" - 2:44
9. "Imagine (take 1)" - 3:21
10. "'Fortunately'" - 0:19
11. "Baby Please Don't Go" (Walter Ward) - 4:04
12. "Oh My Love" (John Lennon/Yoko Ono) - 2:53
13. "Jealous Guy" - 2:53
14. "Maggie Mae" (Trad. Arr. John Lennon/Paul McCartney/George Harrison/Ringo Starr) - 0:52
15. "How Do You Sleep?" - 5:20
16. "God Save Oz" (John Lennon/Yoko Ono) - 3:27
17. "Do The Oz" (John Lennon/Yoko Ono) - 3:08
18. "I Don't Want To Be A Soldier" - 5:20
19. "Give Peace a Chance" - 1:52
20. "Look At Me" - 2:50
21. "Long Lost John" (Trad Arr. John Lennon) - 2:14

### Disco 2: New York City
1. "New York City" - 0:55
2. "Attica State" (live) (John Lennon/Yoko Ono) - 4:25
3. "Imagine" (live) - 3:11
4. "Bring On The Lucie (Freda Peeple)" - 4:07
5. "Woman is the Nigger of the World" (John Lennon/Yoko Ono) - 0:39
6. "Geraldo Rivera - One to One Concert" - 0:39
7. "Woman is the Nigger of the World" (live) (John Lennon/Yoko Ono) - 5:14
8. "It's So Hard" (live) - 3:09
9. "Come Together" (live) (John Lennon/Paul McCartney) - 4:19
10. "Happy Xmas (War Is Over)" (John Lennon/Yoko Ono) - 3:32
11. "Luck Of The Irish" (live) (John Lennon/Yoko Ono) - 3:42
12. "John Sinclair" (live) - 3:43
13. "The David Frost Show" - 0:52
14. "Mind Games (I Promise)" - 1:01
15. "Mind Games (Make Love, Not War)" - 1:14
16. "One Day At A Time" - 3:13
17. "I Know" - 3:13
18. "I'm The Greatest" - 3:37
19. "Goodnight Vienna" - 2:42
20. "Jerry Lewis Telethon" - 1:59
21. "'A Kiss Is Just A Kiss'" (Herman Hupfeld) - 0:11
22. "Real Love" - 4:13
23. "You Are Here" - 4:55

### Disco 3: The Lost Weekend
1. "What You Got" - 1:14
2. "Nobody Loves You When You're Down And Out" - 5:38
3. "Whatever Gets You Thru the Night (home)" - 0:38
4. "Whatever Gets You Thru The Night (studio)" - 3:33
5. "Yesterday (parody)" (John Lennon/Paul McCartney) - 0:33
6. "Be Bop A Lula" (Gene Vincent/Tex Davis) - 2:52
7. "Rip It Up/Ready Teddy" (Robert Blackwell/John Marascalco) - 2:32
8. "Scared" - 5:02
9. "Steel And Glass" - 4:46
10. "Surprise, Surprise (Sweet Bird of Paradox)" - 2:58
11. "Bless You" - 4:15
12. "Going Down On Love" - 0:54
13. "Move Over Ms. L" - 3:10
14. "Ain't She Sweet" (Yellen/Ager) - 0:28
15. "Slippin' And Slidin'" (Richard Penniman/Bocage/Collins/Smith) - 2:28
16. "Peggy Sue" (Jerry Allison/Buddy Holly/Norman Petty) - 1:18
17. "Bring It On Home To Me/Send Me Some Lovin'" (Sam Cooke/Lloyd Price) - 3:50
18. "Phil and John 1" - 2:13
19. "Phil and John 2" - 2:00
20. "Phil and John 3" - 0:54
21. "'When In Doubt, Fuck It'" - 0:09
22. "Be My Baby" (Phil Spector/Ellie Greenwich/Jeff Barry) - 4:32
23. "Stranger's Room" - 3:17
24. "Old Dirt Road" (John Lennon/Harry Nilsson) - 3:54

### Disco 4: Dakota
1. "I'm Losing You" - 4:06
2. "Sean's 'Little Help'" - 0:57
3. "Serve Yourself" - 3:47
4. "My Life" - 2:36
5. "Nobody Told Me" - 3:31
6. "Life Begins At 40" - 2:23
7. "I Don't Wanna Face It" - 3:31
8. "Woman" - 4:01
9. "Dear Yoko" - 2:33
10. "Watching The Wheels" - 3:04
11. "I'm Stepping Out" - 4:19
12. "Borrowed Time" - 3:57
13. "The Rishi Kesh Song" - 2:26
14. "Sean's 'Loud'" - 0:33
15. "Beautiful Boy" - 4:11
16. "Mr. Hyde's Gone (Don't Be Afraid)" - 2:41
17. "Only You (And You Alone)" (Ande Rand/Buck Ram) - 3:24
18. "Grow Old With Me" - 3:18
19. "Dear John" - 2:13
20. "The Great Wok" - 3:13
21. "Mucho Mungo" - 1:24
22. "Satire 1" - 2:20
23. "Satire 2" - 4:34
24. "Satire 3" - 0:45
25. "Sean's "In The Sky" " - 1:22
26. "It's Real" - 1:05